# برولام
برولام (بالإنجليزية:Prolame)،
والمعروف أيضًا باسم 17β-((3-هيدروكسي بروبيل) أمينو)استراديول ، هو إستروجين اصطناعي ستيرويدي و 17 أومينيستروجين مع تأثيرات مضادة للتخثر تم وصفه لأول مرة في عام 1985 ولكن لم يتم تسويقه مطلقًا.